# Promachus desmopygus
Promachus desmopygus är en tvåvingeart som beskrevs av Meijere 1914. Promachus desmopygus ingår i släktet Promachus och familjen rovflugor. Inga underarter finns listade i Catalogue of Life.